# Brünnleingraben (Weihergraben)
Der Brünnleingraben ist ein linker Zufluss des Weihergrabens bei Alesheim im mittelfränkischen Landkreis Weißenburg-Gunzenhausen.

## Verlauf
Der Brünnleingraben entspringt auf einer Höhe von 439 m ü. NHN nördlich von Alesheim unweit der Kreisstraße WUG 3. Der Bach fließt zunächst in nordwestliche, anschließend beständig in südwestliche Richtung und durchquert eine weite Offenlandschaft im Tal der Altmühl. Er mündet nach einem Lauf von rund 530 Metern nördlich des Stöckweihers auf einer Höhe von 428 m ü. NHN.